# Люцзян (Лючжоу)
Люцзя́н (кит. упр. 柳江, пиньинь Liǔjiāng) — район городского подчинения городского округа Лючжоу Гуанси-Чжуанского автономного района (КНР). Район назван по реке Люцзян.

## История
Во времена империи Суй был создан уезд Мапин (马平县). В 1931 году уезд Мапин был переименован в Лючжоу (柳州县). В 1937 году уезд Лючжоу был переименован в Люцзян (柳江县).
После вхождения этих мест в состав КНР в конце 1949 года из уезда Люцзян был официально выделен в качестве отдельной административной единицы город Лючжоу (柳州市). Был образован Специальный район Лючжоу (柳州专区), и уезд Люцзян вошёл в его состав. В декабре 1952 года в провинции Гуанси был создан Гуйси-Чжуанский автономный район (桂西壮族自治区), и Специальный район Лючжоу вошёл в его состав.
В 1953 году Специальный район Лючжоу был расформирован, и уезд перешёл в состав Специального района Ишань (宜山专区) Гуйси-Чжуанского автономного района провинции Гуанси. В 1956 году Гуйси-Чжуанский автономный район был переименован в Гуйси-Чжуанский автономный округ (桂西僮族自治州).
В 1958 году автономный округ был упразднён, а вся провинция Гуанси была преобразована в Гуанси-Чжуанский автономный район; при этом был расформирован Специальный район Ишань, и вновь создан Специальный район Лючжоу.
В 1971 году Специальный район Лючжоу был переименован в Округ Лючжоу (柳州地区).
Постановлением Госсовета КНР от 8 октября 1983 года уезд был передан в подчинение властям города Лючжоу.
19 ноября 2002 года город Лючжоу и часть земель бывшего округа Лючжоу были объединены в городской округ Лючжоу.
Постановлением Госсовета КНР от 30 марта 2016 года уезд Люцзян был преобразован в район городского подчинения.

## Административное деление
Район делится на 11 посёлков и 1 волость.

## Палеоантропология

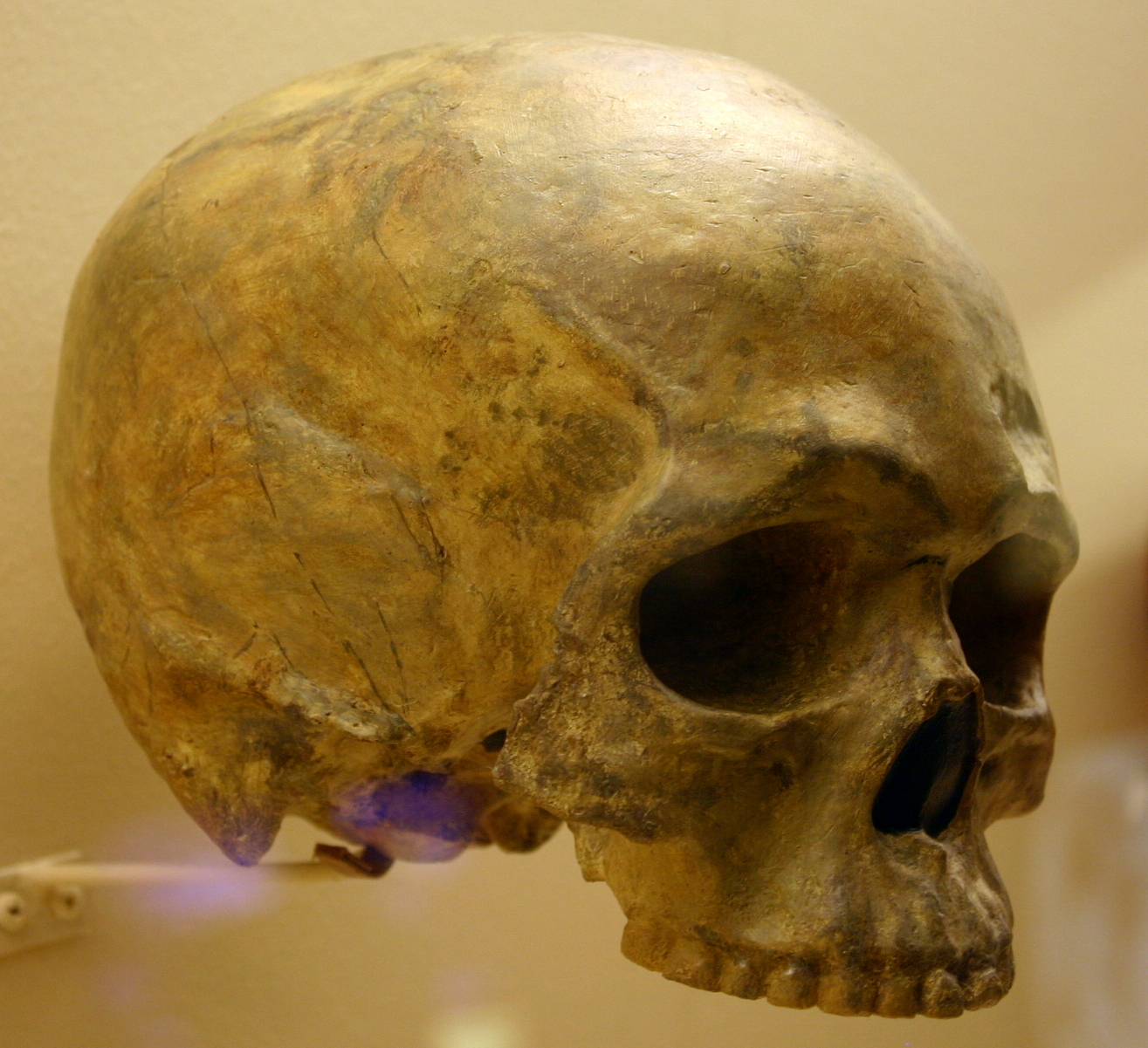
Человек из Люцзяна в Национальном музее естественной истории (Вашингтон)

Человек из Люцзяна (en:Liujiang man) из пещеры Тонгтяньян (Tongtianyan) в городском округе Лючжоу датировался возрастом 68 тыс. лет назад. Исследование 2024 года предоставило новые оценки возраста этих останков, установив, что им от 33 000 до 23 000 лет.